# Corticaria serrata
Corticaria serrata är en skalbaggsart som först beskrevs av Gustaf von Paykull 1798.  Corticaria serrata ingår i släktet Corticaria, och familjen mögelbaggar. Arten är reproducerande i Sverige.

## Bildgalleri

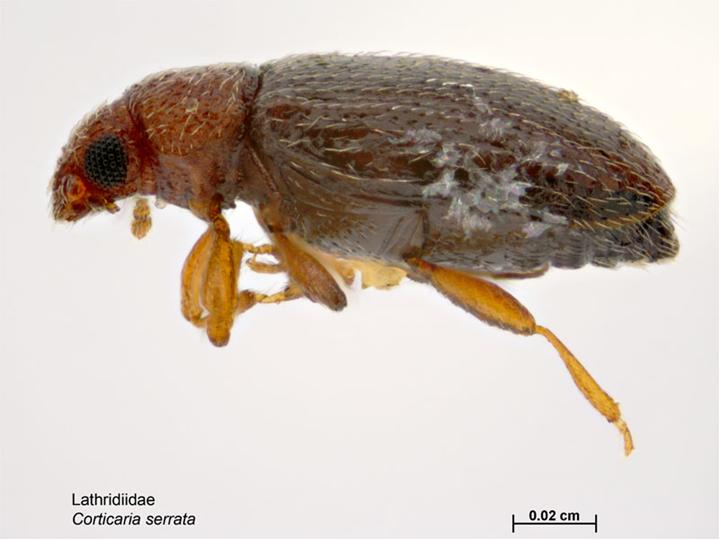